# Michelle Wiley
Michelle Wiley (* 7. Dezember) ist eine US-amerikanische Rhythm-&-Blues- und Jazzmusikerin (Gesang, Piano), die sich auch als Filmkomponistin betätigte.

## Leben und Wirken
Wiley legte 1977 die Single „I Feel So at Home Here“ (mit der B-Seite „Feel Good“) vor. 1978 war sie an John Handys Album Handy Dandy Man beteiligt. Sie lebte dann mehrere Jahre in Europa; 1981 trat sie in Paris mit Archie Shepp auf, zu hören in zwei Songs auf dessen Album My Man (Tribute to Sidney Bechet). In Berlin gastierte sie im Cabaret-Theater La Vie en Rose; nach ihrer Rückkehr in die Vereinigten Staaten hatte sie ein zweijähriges Engagement in Harry’s Bar im The Helmsley Palace Hotel in New York City. Mit Bill Conti schrieb sie den Titelsong des Films An Unmarried Woman (1978); außerdem komponierte sie Musik für den Film Rendezvous. Als Backgroundsängerin tourte sie der Band Steely Dan und arbeitete in New Yorker Studios als Jingle-Sängerin und Gesangsdouble für Schauspieler.